# STS-29
STS-29 (Space Transportation System-29) var Discoverys ottende rumfærge-mission.
Opsendt 13. marts 1989 og vendte tilbage den 18. marts 1989.
Missionen satte kommunikationssatellitten Tracking and Data Relay Satellite (TDRS-4) i kredsløb.

## Besætning
- Michael Coats (kaptajn)
- John Blaha (pilot)
- James Bagian (1. missionsspecialist)
- James Buchli (2. missionsspecialist)
- Robert Springer (3. missionsspecialist)

Eksperimenter:
- 32 befrugtede hønseæg for at studere vægtløshedens indvirken på kyllingfostre.
- 40 rotter med meget små dele af deres ben taget af for at studere vægtløshedens indvirken på sårheling.
- Et eksperiment der kun en delvis lykkedes var et nyt kølesystem til rumstationen Freedom (Freedom udvikledes senere til Den Internationale Rumstation (ISS)).

Hovedartikler: